# Eusarsiella cornuta
Eusarsiella cornuta är en kräftdjursart. Eusarsiella cornuta ingår i släktet Eusarsiella och familjen Sarsiellidae. Inga underarter finns listade i Catalogue of Life.